# Clossiana mandarina
Clossiana mandarina är en fjärilsart som beskrevs av Matsumura 1939. Clossiana mandarina ingår i släktet Clossiana och familjen praktfjärilar. Inga underarter finns listade i Catalogue of Life.